# Salaire minimum au Québec
Le salaire minimum au Québec est le montant horaire minimal qu'un employeur peut rémunérer un employé pour un travail effectué au Québec. Il est encadré par la Loi sur les normes du travail et le Règlement sur les normes du travail pris en application de cette loi.
Depuis le 1er mai 2025, le salaire minimum québécois est de 16,10 $ de l'heure, sauf pour les salariés rémunérés au pourboire qui se situe à 12,90 $ de l'heure.
Le salaire minimum au Québec est au sixième rang parmi les treize provinces et territoires canadiens, derrière le Nunavut (19,00 $), la Colombie-Britannique (17,85 $), le Yukon (17,59 $), l'Ontario (17,20 $), les Territoires-du-Nord-Ouest (16,70 $), mais devant l'Île-du-Prince-Édouard (16,00 $), le Manitoba (15,80 $), Terre-Neuve-et-Labrador (15,60$), le Nouveau-Brunswick (15,30 $), la Nouvelle-Écosse (15,20$), l'Alberta (15,00$) et la Saskatchewan (15,00$).
La loi sur le salaire minimum veut qu’un employeur se voit obligé de payer un employé ayant un emploi au Québec. Étant une loi garante par la Loi sur les normes du travail et qui défend les conditions des salariés, elle stipule que « les personnes salariées ont le droit de recevoir, en contrepartie du travail effectué, au moins le salaire minimum fixé par règlement par le gouvernement, quel que soit le mode de paiement fixé par l’employeur ».

## Historique

### Prémisses (1885–1919)
La première intervention de l’État en relations de travail fut en 1885, quand le gouvernement du Québec sanctionna l’Acte des manufactures,  et introduit des normes minimales de travail. Cette loi était semblable à une loi ontarienne passée l'année précédente, laquelle se réfèrait aux lois britanniques (Factory Act), de 1833 interdisant le travail aux moins de 9 ans et amendées plusieurs fois.

### Loi sur le salaire minimum des femmes (1919–1937)
La première loi touchant le salaire minimum au Québec est adoptée par le Parlement du Québec en 1919 par le gouvernement de Lomer Gouin. Cette loi ne vise que le travail des femmes et prévoit l'instauration d'une Commission du salaire minimum des femmes.
La loi de 1919 ne sera toutefois mise en vigueur qu'entre 1926 et 1928,. Les premiers membres de la Commission sont nommés en 1925 et le premier rapport est déposé seulement en 1927. Les travaux de la Commission se concentrent principalement sur les industries du textile et de la chaussure.

#### Impact de la Grande récession (1929)
À la suite du krach de 1929, les salaires « hebdomadaires » (44-55 heures) d'ouvrières expérimentées, qui variaient de 15 à 20 $ avant la crise, furent réduits au minimum légal en 1932, soit de 11 à 12,50 $ à Montréal et de 9 à 10 $ ailleurs. Certaines compagnies engagèrent des hommes ou des femmes non expérimentées, payés encore moins, n'étant pas couverts par la loi.

#### Durcissement de la loi (1934 et 1935)
La loi de 1919 est durcie en 1934 par la création d'un nouvel article qui prévoit que toute convention entre employeur et employée qui fixe un salaire inférieur à celui énoncé par une ordonnance de la Commission est déclarée nulle. Le plafond des amendes encourues en cas de violation est nettement relevé, passant de 50 $ à 200 $ (pour la première infraction) et même 300 $ en cas de récidive.
L'année suivante les amendes sont portées à 300 $ (en cas de première infraction) et 500 $ (en cas de récidive).

### Régime des salaires raisonnables (1937–1940)
En 1937, le gouvernement unioniste de Maurice Duplessis adopte la Loi des salaires raisonnables permettant un salaire minimum légal qui entre en vigueur le 1er septembre 1937. La loi prévoit également la création de l'Office des salaires raisonnables,, un tribunal d'arbitrage évaluant les questions de salaires et de conditions de travail et ayant le pouvoir de rendre des ordonnances.

### Régime de la Commission du salaire minimum (1940–1980)
La loi de 1937 est abrogée en 1940 lorsque le gouvernement d'Adélard Godbout abolit l'Office des salaires raisonnables, le remplaçant par la Commission du salaire minimum. La loi du salaire minimum s'applique à tous les salariés du Québec. Son mandat est non seulement d'instaurer des conditions de travail et des salaires, mais aussi d'assurer son bon fonctionnement.
Sous ce régime, la Commission du salaire minimum rendait des ordonnances qui étaient ensuite approuvées par un arrêté en conseil pris par le lieutenant-gouverneur.

### Régime de laLoi sur les normes du travail(depuis 1980)
Le 16 avril 1980 marque l'entrée en vigueur de la Loi sur les normes du travail, qui abroge la Commission sur le salaire minimum, remplace la Loi sur le salaire minimum et instaure le régime du salaire minimum qui est gouverné :
- Entre le 16 avril 1980 et le 31 décembre 2015 par la Commission des normes du travail (CNT) ;
- Depuis le 1er janvier 2016 par la Commission des normes, de l'équité, de la santé et de la sécurité du travail (CNESST).

Dans ce régime le salaire minimum est fixé par règlement et modifié par décret pris sur recommandation du ministre responsable de l'application de la Loi sur les normes du travail (en général le ministre du Travail). Lors de l'entrée en vigueur de la nouvelle loi le salaire minimum horaire est fixé à 3,65 $ (et 3,00 $ pour les employés à pourboire). Par dérogation le salaire minimum est fixé à 3,23 $ pour les employés de moins de 18 ans et 2,69 $ si à pourboire.
Le salaire minimum est ensuite augmenté deux fois en 1981 puis gelé jusqu'en 1986 alors que l'économie traverse une longue récession économique et connaît un taux de chômage élevé. Le salaire minimum est ensuite augmenté une fois par année calendaire, sauf en 1999 et 2000.
En octobre 2000, le gouvernement Bouchard annonce une hausse de 0,10 $ du salaire minimum horaire au 1er février 2001, la première depuis octobre 1998, pour répondre notamment aux revendications des femmes et de la Fédération des femmes du Québec. Françoise David, qui en est alors la présidente, juge la hausse tout à fait insuffisante.

## Lutte contre la pauvreté
C’est en 2002 que l’Assemblée nationale du Québec met de l'avant l’adoption d’une nouvelle loi qui lutte contre la pauvreté ainsi que toutes formes d’exclusion sociale : la loi 112. L’adoption est mise de l’avant par une coalition de divers acteurs sociaux qui se mobilisent face à cette cause et qui cherchent à améliorer les conditions des gens dans la société. La loi est occasionnée par l’intérêt commun des acteurs, intérêt perçu et partagé comme une opinion majoritaire et collective capable d’influencer la politique. Au Québec, les acteurs politiques, étant souvent des syndicats et des organisations, ont la capacité d’obtenir des négociations et des ententes, afin de défendre des intérêts associés tant à l’État qu’à la société. Il s’agit d’instaurer des dispositifs d’interventions conformes, des solutions obtenues grâce à des échanges et des négociations qui consentent à un équilibre entre les deux. Ces organismes communautaires sont aussi une structure qui tentent d’élargir ses rapports avec l’État, notamment pour mettre en place des tables de concertation. Selon la politologue Pascale Dufour, donner un rôle essentiel à ces acteurs en augmentant leur implication devient un atout, l’accessibilité et l’influence qu’ils ont permettent la promotion directe de cette cause. Cette relation avec l’État québécois permet à ces réseaux de répartir des informations communes et d’engendrer des mobilisations. C’est la « structure de représentation » de la société québécoise, les représentants des collectivités font entendre leur voix et réussissent à influencer les décisions publiques sociales sur la Fédération des travailleurs du Québec, indépendamment du gouvernement au pouvoir. Les discussions, les échanges et les négociations suscitent un dialogue et développent des points communs, jusqu’à concevoir des résolutions aux problèmes. En exposant la structure inégale dont les intérêts sont en permanence opprimés, les acteurs s’engagent dans une mobilisation sociale, en relation avec la question de la pauvreté qui permet ensuite de transformer et modifier la loi. 
La mobilisation vers la quête de la nouvelle loi 112 expose des revendications, dont éliminer les inégalités et réévaluer le salaire minimum et l’équité salariale. Ces demandes occasionnent la création d’un Comité consultatif qui devra se pencher sur l’économie sociale de la société québécoise, dont le salaire minimum qui connaît une augmentation considérable. La formation de divers programmes et services prend de l’expansion, et elle conduit à une hausse salariale et des normes touchant l’aide sociale. Ces constats donnent naissance au Collectif qui permet une loi sur l’élimination de la pauvreté englobant l’ensemble des requêtes. C’est devant l’Assemblée nationale à Québec que ce Collectif entame des démarches de consultation qui permettront de débattre et d’adopter la nouvelle loi. Toutefois, le projet de loi 112 s’est heurté à quelques débats. L’opposition de certains ministres au sein du Conseil des ministres a été exprimée, notamment un jeune ministre en opposition à une telle loi contre la pauvreté qui signale « pourquoi pas une loi contre la pluie ? ». Des propos où ce ministre explique que la pluie n’étant pas contrôlable, personne ne peut l’arrêter ou l’empêcher de faire surface, tout comme le volet de la pauvreté. Le contraste veut que le projet jouit avec puissance de l’appui du Premier ministre Landry, et de la Vice-première ministre et ministre des Finances, Marois. La couverture médiatique met de l’avant ce projet d’action étant perçu avec méfiance et incertitude. Les commentateurs, dans différents médias, présentent ce projet sous un caractère symbolique et orienté vers un développement de structures plutôt que des engagements réalistes et sensés. La Commission des affaires sociale de l’Assemblée nationale elle, a accordé beaucoup d’importance à ce projet auprès de la société. Elle a accordé plusieurs audiences publiques où plus de 130 groupes et associations en faveur de cette loi ont pu s’exprimer, dont plusieurs faisaient partie du Collectif. Les trois partis présents à l’Assemblée nationale (Parti québécois, Parti libéral du Québec, Action démocratique du Québec) ont unanimement voté la loi. 
La stratégie du gouvernement est de mettre en place un ensemble d’actions en partenariat avec les organismes communautaires qui favorise l’inclusion active dans la société québécoise, notamment en respectant la hausse salariale. Le plan établit des activités à réaliser pour améliorer la situation des gens, et des buts à atteindre, dont celui de l’amélioration du revenu des prestataires du Programme d’assistance-emploi, relatif à la Loi sur le soutien du revenu favorisant l’emploi de manière soutenue. Le rapport du plan d’action est exposé au gouvernement à tous les ans, afin que le Comité consultatif et autres participants y soumettent des améliorations stratégiques au cheminement de la société québécoise. Comme le Collectif, plusieurs autres organisations deviennent partenaires et veillent à ce projet : Centrale des syndicats démocratiques (CSD), la Confédération des syndicats nationaux (CSN), la Centrale des syndicats du Québec (CSQ), le Front de défense des non-syndiquées (FDNS), le Syndicat de la fonction publique et parapublique du Québec (SFPQ) et le Syndicat professionnelles et professionnels du gouvernement du Québec (SPGQ). Le Collectif envoie un message pour sensibiliser la population et offre un calendrier d’actions et d’événements pour approfondir le savoir des citoyens et proposer des moyens d’actions pour se défendre, dont des journées de formation sur les inégalités et le salaire minimum à 15 $ l’heure. À ses côtés, l’Observatoire encourage la prise de conscience face à l’ensemble de la société. Les associations offrent des consultations, collectent les opinions, prennent en considération les demandes et les observations selon les conditions de travail et les conditions salariales des gens. La campagne 5-10-15 prend part aux actions : connaître son horaire de travail 5 jours à l’avance, avoir 10 jours de congé payé en cas de maladie ou responsabilités familiales, et un salaire minimum de 15 $ l’heure. Le Collectif offre un contact direct d’informations et d’interactions pour appuyer les organisations : s’abonner aux réseaux sociaux sur Facebook et Twitter, au bulletin du Collectif, joindre le responsable des médias du centre de presse ou les porte-paroles des organisations. 
Ces relations ont permis l’inclusion de différents acteurs dans la démarche décisionnelle politique et elles ont aussi permis au Collectif de développer une structure des stratégies communicationnelles pour mieux représenter la société. Le salaire minimum connaît plusieurs variations, jusqu’à l’arrivée de la Loi sur les normes du travail. La Commission des normes du travail (CNT) détient comme obligation fondamentale de veiller à la mise en œuvre ainsi qu’à l’exécution de l’ensemble des normes du travail, plus précisément par le biais de l’article 40 où c’est le « gouvernement qui fixe par règlement le salaire minimum payable à un salarié ». Le 1er mai 2017, La Commission des normes, de l’équité, de la santé, et de la santé au travail indique que le taux du salaire minimum a été augmenté à 11,25 $ par heure. Deux pôles ont eu des réactions opposées : d’un côté, la chambre de commerce est heureuse ; de l’autre, différentes organisations ne sont pas satisfaites et continuent les revendications pour obtenir un taux à 15 $. Pour la Fédération des chambres de commerce du Québec (FCCQ), cette hausse est logique et suffisante. Stéphane Forget, PDG, mentionne que « cette augmentation est raisonnable, prévisible, tient compte de la capacité de payer des employeurs et vise un incitatif au travail dans le temps ». D’ici 2020, madame Vien, ministre du Travail, propose un salaire qui atteindra 12,45 $. Le Québec suggère des augmentations répandues sur plusieurs années qui représenteraient près de 50 % du salaire moyen, d’où l’objectif à atteindre 15 $. Le gouvernement Couillard, lui, n’est pas tout à fait partisan d’une telle somme, une telle hausse serait nuisible pour les PME qui n’ont pas les moyens nécessaires pour assurer ce taux. Il stipule qu’il faut cesser d’émettre des comparatifs entre les salaires du Québec et de l’Ontario : « il faut regarder l’ensemble des politiques redistributives québécoises, c’est plus avantageux au Québec compte tenu de l’ensemble des politiques publiques ». 

Le montant du salaire minimum variant selon le secteur et étant fixé par le gouvernement à la suite de rencontre entre les représentants du secteur (employeurs et employés). En 1937, il y avait ainsi 153 salaires minimums différents au Québec.
Le salaire minimum général en 1965 était de 0,70 $ par heure.

## Personnes touchées
Tous les salariés ont le droit de recevoir le salaire minimum. Cela ne comprend pas les personnes qui ne sont pas soumis à la Loi sur les normes du travail (domestiques, cadre supérieur, etc.).
Selon une étude, en 2019, 62 % des personnes rémunérées au salaire minimum travaillent à temps partiel, et 61 % sont âgées de 15 à 24 ans.

## Montant
| Entrée en vigueur | Taux   | Taux   | Réf.     |
| Entrée en vigueur | Art. 3 | Art. 4 | Réf.     |
| ----------------- | ------ | ------ | -------- |
| 16 avril 1980     | 3,65   | 3,00   | [ D 1 ]  |
| 1er avril 1981    | 3,85   | 3,16   | [ D 2 ]  |
| 1er octobre 1981  | 4,00   | 3,28   | [ D 3 ]  |
| 1er octobre 1986  | 4,35   | 3,63   | [ D 4 ]  |
| 1er octobre 1987  | 4,55   | 3,83   | [ D 5 ]  |
| 1er octobre 1988  | 4,75   | 4,03   | [ D 6 ]  |
| 1er octobre 1989  | 5,00   | 4,28   | [ D 7 ]  |
| 1er octobre 1990  | 5,30   | 4,58   | [ D 8 ]  |
| 1er octobre 1991  | 5,55   | 4,83   | [ D 9 ]  |
| 1er octobre 1992  | 5,70   | 5,00   | [ D 10 ] |
| 1er octobre 1993  | 5,85   | 5,13   | [ D 11 ] |
| 1er octobre 1994  | 6,00   | 5,28   | [ D 12 ] |
| 1er octobre 1995  | 6,45   | 5,73   | [ D 13 ] |
| 1er octobre 1996  | 6,70   | 5,95   | [ D 14 ] |
| 1er octobre 1997  | 6,80   | 6,05   | [ D 15 ] |
| 1er octobre 1998  | 6,90   | 6,15   | [ D 16 ] |
| 1er février 2001  | 7,00   | 6,25   | [ D 17 ] |
| 1er octobre 2002  | 7,20   | 6,45   | [ D 18 ] |
| 1er février 2003  | 7,30   | 6,55   | [ D 19 ] |
| 1er mai 2004      | 7,45   | 6,70   | [ D 20 ] |
| 1er mai 2005      | 7,60   | 6,85   | [ D 21 ] |
| 1er mai 2006      | 7,75   | 7,00   | [ D 22 ] |
| 1er mai 2007      | 8,00   | 7,25   | [ D 23 ] |
| 1er mai 2008      | 8,50   | 7,75   | [ D 24 ] |
| 1er mai 2009      | 9,00   | 8,00   | [ D 25 ] |
| 1er mai 2010      | 9,50   | 8,25   | [ D 26 ] |
| 1er mai 2011      | 9,65   | 8,35   | [ D 27 ] |
| 1er mai 2012      | 9,90   | 8,55   | [ D 28 ] |
| 1er mai 2013      | 10,15  | 8,75   | [ D 29 ] |
| 1er mai 2014      | 10,35  | 8,90   | [ D 30 ] |
| 1er mai 2015      | 10,55  | 9,05   | [ D 31 ] |
| 1er mai 2016      | 10,75  | 9,20   | [ D 32 ] |
| 1er mai 2017      | 11,25  | 9,45   | [ D 33 ] |
| 1er mai 2018      | 12,00  | 9,80   | [ D 34 ] |
| 1er mai 2019      | 12,50  | 10,05  | [ D 35 ] |
| 1er mai 2020      | 13,10  | 10,45  | [ D 36 ] |
| 1er mai 2021      | 13,50  | 10,80  | [ D 37 ] |
| 1er mai 2022      | 14,25  | 11,40  | [ D 38 ] |
| 1er mai 2023      | 15,25  | 12,20  | [ D 39 ] |
| 1er mai 2024      | 15,75  | 12,60  | [ D 40 ] |

Depuis le 1er mai 2025, le salaire minimum au Québec est de 16,10 $, et ce, pour toutes les entreprises du Québec. Toutefois, pour les employés qui peuvent recevoir un pourboire, le montant est de 12,90 $,.
Il existe aussi un salaire minimum spécifique en matière de cueillette de petits fruits. Celui est de 4,78 $ par kilogramme pour les framboises et de 1,28 $ par kilogramme pour les fraises.
| Évolution du salaire minimum                                            |
| - Taux régulier (Art. 3) - Taux pour les salariés au pourboire (Art. 4) |

### Comparaison avec l'inflation
Le salaire minimum régulier est fixé à 3,65 $ (environ 13,21 $(déc. 2024)) lors de l'entrée en vigueur de la Loi sur les normes du travail en avril 1980. Le salaire minimum est ensuite réévalué 2 fois en 1981 sans toutefois pleinement suivre la hausse des prix sur la même période.
Le salaire minimum est ensuite gelé jusqu'en octobre 1986. Du fait de la longueur de la période de gel et de l'inflation enregistrée sur la même période, le salaire minimum en termes réel chute de près de 23,6 % entre octobre 1981 et octobre 1986. Le salaire minimum est ensuite régulièrement réévalué jusqu'en 1994 et augmente légèrement en termes réels.
Le gouvernement Parizeau augmente le salaire minimum de 7,5 % en octobre 1995 dans une période de relativement faible inflation. Le salaire minimum atteint ainsi son plus haut niveau en terme réel depuis le début des années 1980.
Le salaire minimum connaît ensuite une relative stagnation en termes réels au début de années 2000 et au milieu des années 2010 mais est haussé nettement plus que l'inflation entre 2009 et 2012 et entre 2017 et 2021.
| Évolution du salaire minimum en dollars constants (décembre 2024) et courants                |
| - $ courants - $ constants (déc. 2024)                                                       |
| Gouvernement dirigé par- Coalition avenir Québec - Parti libéral du Québec - Parti québécois |

### Décrets d'application
1. 1 2 3   Décret 755–80. 
Publié à la GOQ (lire en ligne)
2. ↑   Décret 873–1981. 
Publié à la GOQ (lire en ligne)
3. ↑   Décret 873–1981. 
Publié à la GOQ (lire en ligne)
4. ↑   Décret 1394–1986. 
Publié à la GOQ (lire en ligne)
5. ↑   Décret 1340–1987. 
Publié à la GOQ (lire en ligne)
6. ↑   Décret 1316–1988. 
Publié à la GOQ (lire en ligne)
7. ↑   Décret 1468–1989. 
Publié à la GOQ (lire en ligne)
8. ↑   Décret 1288–1990. 
Publié à la GOQ (lire en ligne)
9. ↑   Décret 1201–1991. 
Publié à la GOQ (lire en ligne)
10. ↑   Décret 1292–1992. 
Publié à la GOQ (lire en ligne)
11. ↑   Décret 1237–1993. 
Publié à la GOQ (lire en ligne)
12. ↑   Décret 1375–1994. 
Publié à la GOQ (lire en ligne)
13. ↑   Décret 1209–1995. 
Publié à la GOQ (lire en ligne)
14. ↑   Décret 1150–1996. 
Publié à la GOQ (lire en ligne)
15. ↑   Décret 1193–1997. 
Publié à la GOQ (lire en ligne)
16. ↑   Décret 1148–1998. 
Publié à la GOQ (lire en ligne)
17. ↑   Décret 1457–2000. 
Publié à la GOQ (lire en ligne)
18. ↑   Décret 959–2002. 
Publié à la GOQ (lire en ligne)
19. ↑   Décret 959–2002. 
Publié à la GOQ (lire en ligne)
20. ↑   Décret 327–2004. 
Publié à la GOQ (lire en ligne)
21. ↑   Décret 327–2004. 
Publié à la GOQ (lire en ligne)
22. ↑   Décret 306–2006. 
Publié à la GOQ (lire en ligne)
23. ↑   Décret 283–2007. 
Publié à la GOQ (lire en ligne)
24. ↑   Décret 311–2008. 
Publié à la GOQ (lire en ligne)
25. ↑   Décret 449–2009. 
Publié à la GOQ (lire en ligne)
26. ↑   Décret 318–2010. 
Publié à la GOQ (lire en ligne)
27. ↑   Décret 394–2011. 
Publié à la GOQ (lire en ligne)
28. ↑   Décret 365–2012. 
Publié à la GOQ (lire en ligne)
29. ↑   Décret 350–2013. 
Publié à la GOQ (lire en ligne)
30. ↑   Décret 343–2014. 
Publié à la GOQ (lire en ligne)
31. ↑   Décret 206–2015. 
Publié à la GOQ (lire en ligne)
32. ↑   Décret 285–2016. 
Publié à la GOQ (lire en ligne)
33. ↑   Décret 384–2017. 
Publié à la GOQ (lire en ligne)
34. ↑   Décret 466–2018. 
Publié à la GOQ (lire en ligne)
35. ↑   Décret 413–2019. 
Publié à la GOQ (lire en ligne)
36. ↑   Décret 454–2020. 
Publié à la GOQ (lire en ligne)
37. ↑   Décret 553–2021. 
Publié à la GOQ (lire en ligne)
38. ↑   Décret 663–2022. 
Publié à la GOQ (lire en ligne)
39. ↑   Décret 700–2023. 
Publié à la GOQ (lire en ligne)
40. 1 2   Décret 714–2024. 
Publié à la GOQ (lire en ligne)

### Lois et règlements

#### En vigueur
- Loi sur les normes du travail, RLRQ, c. N-1.1  (lire en ligne, consulté le 17 avril 2024)
- Règlement sur les normes du travail, RLRQ, c. N-1.1, r. 3  (lire en ligne, consulté le 17 avril 2024)

#### Historiques
- Loi pourvoyant à la fixation d'un salaire minimum pour les femmes, LQ 9 GeoV (1919), c. 11  (lire en ligne, consulté le 17 avril 2024)
- Loi modifiant la Loi du salaire minimum des femmes, LQ 24 GeoV (1934), c. 31  (lire en ligne, consulté le 17 avril 2024)
- Loi des salaires raisonnables, LQ 1 GeoVI (1937), c. 50  (lire en ligne, consulté le 17 avril 2024)
- Loi du salaire minimum, LQ 4 GeoVI (1940), c. 39  (lire en ligne, consulté le 17 avril 2024)
- Ordonnance 4–1972 : Ordonnance générale (Commission du salaire minimum).

GOQ du 29 juillet 1972, vol. 104, no 30, pp. 6252-6257 (lire en ligne, consulté le 18 avril 2024)